# 磅
磅（簡寫：lb）是英國與美國所使用的英制質量單位。歷史上經過多年的演變，英制質量系統對磅產生過許多不同的定義，例如金衡磅、塔磅、商人磅、倫敦磅、公制磅、國際磅等。目前最普遍被使用的定義是國際常衡磅（國際磅）。

## 國際磅
國際磅（國際常衡磅）的定義：一磅等於453.59237克，此定義在1958年被美國以及其他大英國協會員國承認；換算回來，一公斤等於2.20462262磅，一磅等於0.45359237公斤。英國自1963年起将法定的磅改为1959年的國際磅（0.45359237公斤）定義，该数值为标准英磅（0.453592338千克）与美磅（0.4539244277千克）的平均值，并考虑到格令而特意选用了可被7整除的数字。
一磅等於十六盎司。

## 貨幣磅
用於貨幣的重量單位，中文用“鎊”表示，英文也是pound。中世纪英國的一鎊貨幣的確是採用一磅重的銀製成，但現時銀價與銀的重量比例已經變成一種可以自由浮動的關係。

## 金衡磅
金銀寶石的度量系統目前仍使用金衡盎司，一金衡磅等於十二金衡盎司，等於144/175常衡磅。
一金衡盎司等於480 格令（Grain），等於31.1034768克；而一常衡盎司等於437.5格令，等於28.349523125克，所以一金衡盎司大約等於1.1常衡盎司。

## 罗马磅
古罗马时代，作为质量单位的磅，拉丁语写作libra（里拉），缩写为lb，复数为lbs，相当于328.9克。拜占庭磅略轻，约为317克。罗马磅是欧洲中世纪的质量单位、（金属）货币单位的基础。磅以下为12-12进制。常见的中世纪金币、银币为1/144磅，约合2.2克。

## 公制磅
在公制單位尚未引進以前，在非正式的場合，許多國家都使用公制磅（或其他翻譯後的名字），當作半公斤（或500克）的替代單位，通常起源於十九世紀各國官方對現有單位的重新定義，這也是中國民間市斤的由來。唯一的例外是荷蘭，官方重新定義一荷蘭磅（Dutch pond）等於一公斤，一盎司等於100克；但是現在的荷蘭，磅的定義已經幾近作廢，只有盎司（荷蘭盎司）還被少數行業使用。

## 外部連結

### 單位轉換
- U.S. National Institute of Standards and Technology Special Publication 811 （页面存档备份，存于）
- National Institute of Standards and Technology Handbook 130